# Agonocryptus varus
Agonocryptus varus là một loài tò vò trong họ Ichneumonidae.